# テレオン
テレオンはテレビ山口（tys）のCI導入により、「モコモコ」（1997年4月 - 2005年3月）に代わって2005年4月に登場したマスコットキャラクター。「テレビ」「花」「ライオン」をモチーフとしている。
テレオンは登場以来、自社製作番組のクレジットや、天気予報のオープニング、Webサイト等、多くの場所で使用されている。ザ・モール周南（山口県下松市）内のTYSのグッズ販売店の名称も「TYSモコショップ」から「tysテレオンショップ」に改められた(2006年8月を以て閉店)。
放送で使用されている声は、当初は普通の「かわいい」ものだった。しかし、1ヶ月程度で声優が変更され、低い声になる。同時に様々な設定が付け加えられ、現在では特徴的なキャラクターとなっている。

## 登場する番組
- tys制作番組のクレジットやセット
- tysオープニング･クロージング
- 番組宣伝冒頭 - テレオンがテレビに出て、その後に放送時間が表示される。佐藤けいアナの「今夜○時は。」の声。
- 「ガォチャン」オープニング・エンディング - 2005年夏から開始。
  - オープニング - 岩に立ってるテレオンがおるところで子供たちが「ガォチャン」と読んだら左下にあったロゴマークが一回転して左上につく。そしてテレオンが「始まるよー」という。
  - エンディング - テレオンが「おしまい」という。
- またかつては季節ごとに異なる映像だった。以下が種類の映像の内容。
  - 夏 - 和風の家の部屋でレトロな扇風機に当たっているテレオン。風鈴には「夏ですなぁ テレオン」の文字。
  - 夏終盤 - 夏バージョンの映像が夕暮れになっている。風鈴には「もうすぐ夏も終わり…… テレオン」の文字。
  - 秋 - 七輪で秋刀魚を焼くテレオン。
  - 冬 - 頭に雪の積もったテレオン。エンディングでは雪の量が増えている。
  - 春 - 川を眺めるテレオン。カメラが空を見上げると、そこにはテレオンの形をした雲が。そしてその雲がしゃべる。
  - 梅雨 - 雨の中、傘をさす（刺さっている?）テレオン。後ろ姿を見ると、傘は破れていて使い物になっていなかった。
- 「天気予報」オープニング&エンディング - 当初はBGMが無かった。かつては4種類のテレオンの表情を見ることができた。
- 「お正月の天気」オープニング･エンディング - 2006年は頭に雪の積もったテレオン(ガォチャン・冬バージョンの静止画)。

## 登場するコマーシャル
- CI告知 - 2005年3月に放送。「テレビが変わる？」「ワーォ!」と、テレオンが新番組群に驚く内容。初期の声。15秒。
- 挨拶 - 草原にいるテレオンが歩いてきて「はじめまして、テレオンです。ガーオッ」。2種類（声初期 後期）。5秒。
- テレビゲーム - 昔のゲームをモチーフとしたCGとBGM(モデルはスーパーマリオブラザーズ)。左から歩いてくるテレオンはtysのロゴをジャンプで叩き、右の土管からは青いテレオンが出たり入ったりする。「スーパーローカル宣言!」と子供達の声。2種類(上部スコア表示あり（2005年夏） なし（2005年秋 - ））。5秒。
- テレオンに質問! - 2005年秋頃。4種類。15秒。子供たちの質問にテレオンが答える。
  - 好きなもの - 「視聴率No.1、パラララッパラーン」
  - 好きな天気 - 「青空の綺麗な日」。たてがみや尻尾の花も元気に。
  - 好きな人 - 「佐藤アナ?早川アナ?いいや、僕が好きなのは……」シルエットで、答えは明かされず。
  - 悩み - 「ワイドテレビ」。顔が広がって恥ずかしい。
- 年末大掃除 - 2005年末。テレオンが尻尾を使って窓拭き。「みんな大掃除手伝えよー」。5秒。
- 花占い - 2006年初頭 - 現在。公園で花占いをして落ち込む学生。そこにテレオンが「ボクで良かったら、どうぞ」。学生に鬣を引っ張られ痛がるテレオンだが、テレオンが何をしたかったのかは不明。CG合成。15秒。
- エレベーター - 2006年3月頃 - 現在。荷物が多く困った中年女性はテレオンに助けを呼ぶ。中年女性が大量の荷物をどうやってエレベーターに持ち込んだのかは不明。CG合成。15秒。
- テレオン1歳 - 2006年3月頃。バースデーケーキを前にしたテレオン。「ハッピーバースデーテレオン!」と子供達の声。「ワーォ!」と驚くテレオン。5秒。
- デジタル3チャンネル - 2006年夏 - 秋初頭。テレオンの顔が「3」の形に広がっている空間に、テレオンが立っている。「tys、デジタルは3チャンネル」のコール。5秒。
- デジタル3チャンネル（辞書） - 2006年夏 - 秋初頭。国語辞書の中に「3チャンネル(さんちゃんねる)」という項目がある。よく見たらテレオンが描かれている。「tys、デジタルは3チャンネル」のコール。15秒。
- きょうも夜まで! - 2006年夏。tysスーパー編集局のゲストとしてテレオンが登場。夜遅くまで働いているからか、本番中に居眠りを……。それを横溝アナに突っ込まれ、飛び起きる。CG合成。15秒。
- 3チャン寝る - 2006年秋 - 。「3、チャン」のリズムに合わせてテレオンが「寝る」と、寝てしまう。そこにアナウンサーが喝「こら!寝てる場合じゃない!」。15秒4種類（木村アナ、佐藤アナ、早川アナ、横溝アナ。早川アナのみセリフが「テレオン!何寝ちょん!」と山口弁。早川アナは大阪出身である。）・テレオンが「tysデジタルは、3チャン、寝るzzz」。5秒1種類。公式サイトでは、このCMをモチーフにした壁紙も配布されている。
- 年賀状 - 2006年末。未だに年賀状を書いていないテレオン。間に合うのか?5秒。
- テレビ「山」口 - 2007年初頭 -。「テレビ山口」の「山」の字が何らかの理由で落っこち、そこに疾走してきたテレオンがぶつかり、左に倒れ「3」になる。テレオン「tysデジタルは3チャンネル」。15秒。
- テレビ山口 - 2007年初頭 - 。アンパンマンの曲に乗せて、「1,2,3チャン」を繰り返し、「さん、3チャン、ネル……」。のアナウンス。15秒。
- テレオン2歳 - 2007年3月中旬 - 下旬。「テレオンは3月22日で2歳」という字幕テロップが画面一面に出る中、テロップとまったく同じナレーション。そのテロップのまま、「あんな声ですが」というナレーションが入り、テレオン妙にかわいくひとこと「まだ2さーい」。15秒。
- 3ch - 2007年6月。テレビ山口の2007年のスローガンをテレオンが説明する、というもの。地デジの3chにひっかけて「charange」「charming」「cheer」がスローガンとなっている。15秒。